# Dum Intra Mentis
Dum Intra Mentis è una bolla pontificia di papa Leone X pubblicata il 19 dicembre 1516, per promulgare il decreto della XI sessione del Concilio Lateranense V relativo ai religiosi e ai loro privilegi.
La bolla (o decreto conciliare) inizia con l'espressione “Leo episcopus servus servorum Dei ad perpetuam rei memoriam sacro approbante concilio”, ad indicare che con la sua bolla il papa promulga decisioni con l'approvazione del concilio.
Con questo documento, il concilio ed il papa intendono regolare al meglio i rapporti tra i vescovi locali e gli Ordini religiosi presenti sul loro territorio. In particolare vengono prese queste disposizioni:
- in generale vengono revocate le esenzioni proprie degli Ordini religiosi, a favore dell'Ordinario del luogo;
- i vescovi diocesani sono reintegrati nella loro giurisdizione spirituale, in particolare per quanto riguarda il controllo relativo alla pastorale e alla cura d'anime;
- i religiosi cioè non possono più nominare o sostituire i parroci delle chiese parrocchiali da loro dipendenti secondo la propria volontà, ma devono presentare il prescelto al vescovo locale, che ha il potere di approvarli o respingerli;
- inoltre i sacerdoti appartenenti agli Ordini religiosi per confessare in una diocesi devono ottenere il permesso dal vescovo locale;
- alcuni privilegi propri dei religiosi raccolti in convento sono estesi anche ai “terziari” e alle “terziarie” che vivevano nelle proprie abitazioni di famiglia.